# Богуславская, Нелли Захаровна
Нелли (Нинель) Захаровна Богуславская  (бел. Нэлі Захараўна Багуслаўская; 21 июня 1935, Кривой Рог, Днепропетровская область — 28 января 2018, Минск) — советская и белорусская эстрадная певица. Заслуженная артистка Белорусской ССР (1975).

## Биография
Родилась 21 июня 1935 года в городе Кривой Рог. Начала работать начала на текстильной фабрике. Участвовала в самодеятельности, после победы в творческом конкурсе ей рекомендовали продолжить обучение в музыкальной сфере. В 1958 году окончила музыкальное училище в городе Душанбе. Через несколько лет переехала в Минск.
В 1966 году стала лауреатом Всесоюзного конкурса советской песни в Москве.
В 1967 году представляла советскую культуру на «Экспо-67» в Канаде.
В 1967 году вместе с будущим создателем коллектива «Песняры» Владимиром Мулявиным и Владиславом Мисевичем стала солисткой ансамбля «Орбита-67» под руководством её супруга, композитора Измаила Капланова.
В 1962—1987 годах — солистка Белорусской государственной филармонии.
В 1986 году перенесла инсульт и была вынуждена покинуть сцену на 9 лет. В 1995 году возобновила концертную и гастрольную деятельность вместе с Каплановым после выступления на международном фестивале песни «Золотой шлягер» в Могилёве. В 2011 году после смерти мужа окончательно ушла со сцены.
Скончалась 28 января 2018 года в Минске на 83-м году жизни от онкологического заболевания, отказавшись от дальнейшего лечения. Похоронена на Восточном кладбище в Минске рядом с Измаилом Каплановым.

## Творческая деятельность
В репертуаре Нелли Богуславской были произведения многих известных советских и белорусских композиторов середины XX века: Исаака Дунаевского, Евгения Глебова, Игоря Лученка, Оскара Фельцмана, Давида Тухманова, Леонида Захлевного, Юрия Семеняко, Измаила Капланова, Николая Яцкова и др.
Среди лучших песен Нелли Богуславской называют «Наследие» Игоря Лученка, «История одной любви» Леонида Захлевного, «Белая Русь» Юрия Семеняко, «Пожалуйста, будьте рядом» Измаила Капланова, «Ой, цветёт калина» Исаака Дунаевского, «Летний снег» Давида Тухманова, «Тумановы вечар» Николая Яцкова.

### Наиболее известные композиции
- «Наследие» (композитор Игорь Лученок);
- «История одной любви» (композитор Леонид Захлевный);
- «Белая Русь» (композитор Юрий Семеняко);
- «Пожалуйста, будьте рядом» (композитор Измаил Капланов);
- «Ой, цветёт калина» (композитор Исаак Дунаевский);
- «Летний снег» (композитор Давид Тухманов);
- «Тумановы вечар», "Я разумею..." (композитор Николай Яцков).